# أصلان بيتكاييف
أصلان بيتكاييف (بالروسية: Аслан Бютукаев)‏، المعروف أيضا باسم الأمير «حمزة» و«أبو بكر»، هو قائد شيشاني لفرع تنظيم الدولة الإسلامية في القوقاز، وقائد لواء شهداء رياض الصالحين، كان مقرّبًا من أمير إمارة القوقاز الإسلامية دوكو عمروف.
في مايو 2014، ظهر بيتكاييف رفقة قادة ميدانينن لولاية نوحوشيشو في فيديو نُشر على الأنترنت وهم يؤدون البيعة للرئيس الجديد إمارة القوقاز علي أبو محمد الداغستاني خلفًا لدوكو عمروف.
شهد 5 أكتوبر 2014 تفجير انتحاري وقع بالقرب من قاعة مدينة غروزني. قُتل خمسة من ضباط الشرطة بالإضافة لمنفد الهجوم فيما أصيب 12 شخصا بجروح. تلاها هجوم آخر في غروزني خلّف مقتل 14 شرطيا وإصابة 35 شخصا بجروح، تبنى بيتكاييف مسؤوليته عن الهجوم.
بعد مقتل علي أبو محمد الداغستاني في  مارس 2015، نشر بيتكاييف مقطعا صوتيًا يُعلن فيه بيعته لزعيم تنظيم الدولة الإسلامية أبي بكر البغدادي.